# Едвін Фішер
Едвін Фішер (нім. Edwin Fischer; 6 жовтня 1886, Базель — 24 січня 1960, Цюрих) — швейцарський піаніст і диригент класичного репертуару, викладач фортеп'янної гри. Широко шанується як один з найвидатніших піаністів XX-го сторіччя, особливо по сфері виконання німецької музики, традиційно представленої іменами Баха, Моцарта, Бетовена і Шуберта.

## Біографія
Едвін Фішер народився в Базелі і навчався музиці спочатку на батьківщині, а пізніше в Берлінській консерваторії Штерна у Мартіна Краузе. Слава видатного піаніста прийшла до нього відразу після Першої світової війни. У 1926 році він став диригентом Любекської музичної філармонії, а пізніше почав диригувати в Мюнхені. У 1932 році він сформував власний камерний оркестр і став одним з піонерів автентичного виконання барокової музики. І хоча, з точки зору сучасних вимог, його методи навряд чи можна визнати історично точними, важливий був сам задум подібного роду, з клавікордом і т. д. (в першу чергу це стосувалося музики Баха і Моцарта).
1932 року він повернувся в Берлін. Після від'їзду з нацистської Німеччини великого Артура Шнабеля змінив його на посту викладача у Вищій школі музики. У 1942 році виїхав до Швейцарії, призупинивши свою діяльність в очікуванні розв'язки Другої світової війни. Після війни відновив виступи, поряд з цим давав майстер-класи в Люцерні, які відвідували багато згодом прославлених піаністів: Альфред Брендель, Пауль Бадура-Скода, Даніель Баренбойм та ін.
Виступав також як камерний музикант. Високу оцінку отримало фортеп'янне тріо, яке він сформував з віолончелістом Енріко Майнарді і скрипалем Георгом Куленкампфом (коли той помер, його замінив Вольфґанґ Шнайдерхан).
Опублікував безліч підручників і посібників, у тому числі про фортеп'янні сонати Бетовена. Залишив безліч записів, серед яких — перший повний запис «Добре темперованого клавіру» Й. С. Баха, зроблений в 1933—1936 рр. для EMI.